# Großer Preis von Deutschland 1952
Der Große Preis von Deutschland 1952 (offiziell XV Großer Preis von Deutschland) fand am 3. August auf dem Nürburgring in Nürburg statt und war das sechste Rennen der Automobil-Weltmeisterschaft 1952.

## Bericht

### Hintergrund
Nach dem Großen Preis von Großbritannien führte Alberto Ascari in der Fahrerwertung mit acht Punkten vor Piero Taruffi und mit 15 Punkten vor Giuseppe Farina.
Obwohl die zahlreichen britischen Teams und Fahrer nicht zum Großen Preis von Deutschland gemeldet hatten, konnten die Veranstalter auf 34 Nennungen bauen, sogar zwei mehr als in Silverstone. Ferrari trat wieder in der üblichen Besetzung Ascari – Farina – Taruffi an, ergänzt durch vier private Meldungen. Für Gordini trat der wieder genesene Jean Behra an. Dafür musste Prinz Bira seinen Platz räumen.
Erstmals mit dabei war das Maserati-Werksteam, das Felice Bonetto ins Rennen schickte, der zumindest im Training kurioserweise mit einer Tabakspfeife im Mund fuhr. Aufgefüllt wurde das Feld durch zahlreiche Meldungen deutscher Fahrer, die normalerweise bei internationalen Rennen nicht vertreten waren. Die bekanntesten unter ihnen waren Paul Pietsch und Toni Ulmen, beide auf Veritas.
Mit Ascari (zweimal) trat ein ehemaliger Sieger zu diesem Grand Prix an.

### Training und Qualifying
Das Training bot ein paar Überraschungen. Zwar waren die beiden Ferrari von Ascari und Farina nicht zu schlagen, jedoch wurde die erste Reihe von den Gordinis von Maurice Trintignant und Robert Manzon ergänzt, während Taruffi in der zweiten Reihe stand. Pietsch schaffte mit seinem Veritas ebenfalls einen Platz in der zweiten Reihe. Nur 30 der 34 gemeldeten Fahrer traten zum Rennen an.

### Rennen
Am Start zog Ascari vorne weg und kam als Führender vor Farina aus der ersten Runde zurück, in der bereits sieben Fahrer, darunter auch Pietsch, ausschieden. Bonetto vom Maserati-Werksteam wurde disqualifiziert, weil er nach seinem Dreher in der ersten Runde einen Anschubstart erhielt.
Bis zur vorletzten Runde schien sich alles so zu entwickeln, wie man es aus den vorausgegangenen Rennen gewohnt war. Ascari fuhr dem Feld davon, gefolgt von Farina und Taruffi. Farina kam aber diesmal nicht von Taruffi weg, und so konnte Taruffi zweimal an Farina vorbeiziehen, verlor die Position allerdings dann auch jeweils wieder. In der vorletzten Runde brach dann die Achse an Taruffi´s Wagen; er war gezwungen, so langsam zu fahren, dass der Schweizer Ferrari-Privatfahrer Rudolf Fischer ihn noch überholen konnte. Ascari bekam in der vorletzten Runde ebenfalls ein Problem und fuhr in die Boxen, um Öl nachfüllen zu lassen. Dies erlaubte Farina einen Vorsprung von neun Sekunden auf Ascari herauszufahren. Doch Ascari gelang es in der letzten Runde, Farina wieder zu überholen, selbst einen Vorsprung von 14 Sekunden auf Farina herauszufahren und das Rennen zu gewinnen.
Da dieses Ereignis in einer einzelnen Runde stattfand, spiegelte es sich in den Rundentabellen nicht wider, und so lag Ascari offiziell seit der dritten Runde des Grand Prix von Belgien für fast vier Rennen ohne Unterbrechung in Führung. Mit seinem Sieg war Ascari nicht nur der neue Weltmeister des Jahres 1952, er hatte auch die maximal mögliche Punktzahl erreicht (vier Siege und vier schnellste Runde), die ein Fahrer laut dem damals gültigen Reglement erreichen konnte, das nur die vier besten Resultate aus acht Rennen wertete.

## Meldeliste
| Team                   | Nr. | Fahrer              | Chassis             | Motor                      | Reifen |
| ---------------------- | --- | ------------------- | ------------------- | -------------------------- | ------ |
| Ferrari                | 101 | Alberto Ascari      | Ferrari 500         | Ferrari 2.0 L4             | E      |
| Ferrari                | 102 | Giuseppe Farina     | Ferrari 500         | Ferrari 2.0 L4             | E      |
| Ferrari                | 103 | Piero Taruffi       | Ferrari 500         | Ferrari 2.0 L4             | E      |
| Scuderia Marzotto      | 104 | Piero Carini        | Ferrari 166C (1952) | Ferrari                    | P      |
| Maserati               | 105 | Felice Bonetto      | Maserati A6GCM      | Maserati                   | P      |
| Gordini                | 107 | Robert Manzon       | Gordini T16 (1952)  | Gordini 2.0 L6             | E      |
| Gordini                | 108 | Jean Behra          | Gordini T16 (1952)  | Gordini 2.0 L6             | E      |
| Gordini                | 109 | Maurice Trintignant | Gordini T16 (1952)  | Gordini 2.0 L6             | E      |
| Marcel Balsa           | 110 | Marcel Balsa        | BMW Special         | BMW 2.0 L6                 | D      |
| HWM                    | 111 | Peter Collins       | HWM 52              | Alta 1.5                   | D      |
| HWM                    | 112 | Paul Frère          | HWM 52              | Alta 1.5                   | D      |
| HWM                    | 113 | Johnny Claes        | HWM 52              | Alta 1.5                   | D      |
| Aston                  | 114 | William Aston       | Aston NB41          | Butterworth 2.0 L4         | D      |
| Escuderia Bandeirantes | 115 | Gino Bianco         | Maserati A6GCM      | Maserati                   | P      |
| Escuderia Bandeirantes | 116 | Eitel Cantoni       | Maserati A6GCM      | Maserati                   | P      |
| Ecurie Espadon         | 117 | Rudolf Fischer      | Ferrari 500         | Ferrari 2.0 L4             | P      |
| Ecurie Espadon         | 118 | Rudolf Schoeller    | Ferrari 212         | Ferrari Tipo 161 (2.0 V12) | P      |
| Ecurie Francorchamps   | 119 | Roger Laurent       | Ferrari 500         | Ferrari 2.0 L4             | E      |
| F.A.O. Gaze            | 120 | Tony Gaze           | HWM 52              | Alta 1.5                   | D      |
| Fritz Riess            | 121 | Fritz Riess         | Veritas RS          | BMW 2.0 L6                 | D      |
| Theo Helfrich          | 122 | Theo Helfrich       | Veritas RS          | BMW 2.0 L6                 | D      |
| Willi Heeks            | 123 | Willi Heeks         | AFM 50              | BMW 2.0 L6                 | D      |
| Helmut Niedermayr      | 124 | Helmut Niedermayr   | AFM 50              | BMW 2.0 L6                 | D      |
| Toni Ulmen             | 125 | Toni Ulmen          | Veritas Meteor      | BMW 2.0 L6                 | D      |
| Adolf Brudes           | 126 | Adolf Brudes        | Veritas RS          | BMW 2.0 L6                 | D      |
| Motor-Presse-Verlag    | 127 | Paul Pietsch        | Veritas Meteor      | Veritas 2.0 L6             | D      |
| Hans Klenk             | 128 | Hans Klenk          | Veritas Meteor      | Veritas 2.0 L6             | D      |
| Josef Peters           | 129 | Josef Peters        | Veritas RS          | BMW 2.0 L6                 | D      |
| Karl-Günther Bechem    | 130 | Karl-Günther Bechem | BMW Bechem          | BMW 2.0 L6                 | D      |
| Ludwig Fischer         | 131 | Ludwig Fischer      | AFM 49              | BMW 2.0 L6                 | D      |
| Willi Krakau           | 133 | Willi Krakau        | AFM 50              | BMW 2.0 L6                 | D      |
| Willi Krakau           | 134 | Harry Merkel        | BMW Krakau          | BMW 2.0 L6                 | D      |
| Ernst Klodwig          | 135 | Ernst Klodwig       | BMW Heck            | BMW 2.0 L6                 | D      |
| Rudolf Krause          | 136 | Rudolf Krause       | BMW Reif            | BMW 2.0 L6                 | D      |

## Klassifikation

### Qualifying
| Pos. | Fahrer              | Konstrukteur | Zeit    | Startreihe |
| ---- | ------------------- | ------------ | ------- | ---------- |
| 01   | Alberto Ascari      | Ferrari      | 10:04,4 | 1 R        |
| 02   | Giuseppe Farina     | Ferrari      | 10:07,3 | 1 RM       |
| 03   | Maurice Trintignant | Gordini      | 10:19,1 | 1 LM       |
| 04   | Robert Manzon       | Gordini      | 10:25,3 | 1 L        |
| 05   | Piero Taruffi       | Ferrari      | 10:26,3 | 2 R        |
| 06   | Rudolf Fischer      | Ferrari      | 10:41,9 | 2 M        |
| 07   | Paul Pietsch        | Veritas      | 10:56,3 | 2 L        |
| 08   | Hans Klenk          | Veritas      |         | 3 R        |
| 09   | Willi Heeks         | A.F.M.       |         | 3 RM       |
| 10   | Felice Bonetto      | Maserati     |         | 3 LM       |
| 11   | Jean Behra          | Gordini      |         | 3 L        |
| 12   | Fritz Riess         | Veritas      |         | 4 R        |
| 13   | Paul Frère          | H.W.M.       |         | 4 M        |
| 14   | Tony Gaze           | H.W.M.       |         | 4 L        |
| 15   | Toni Ulmen          | Veritas      |         | 5 R        |
| 16   | Gino Bianco         | Maserati     |         | 5 RM       |
| 17   | Roger Laurent       | Ferrari      |         | 5 LM       |
| 18   | Theo Helfrich       | Veritas      |         | 5 L        |
| 19   | Adolf Brudes        | Veritas      |         | 6 R        |
| 20   | Josef Peters        | Veritas      |         | 6 M        |
| 21   | William Aston       | Aston        |         | 6 L        |
| 22   | Helmut Niedermayr   | A.F.M.       |         | 7 R        |
| 23   | Rudolf Krause       | BMW          |         | 7 RM       |
| 24   | Rudolf Schoeller    | Ferrari      |         | 7 LM       |
| 25   | Marcel Balsa        | BMW          |         | 7 L        |
| 26   | Eitel Cantoni       | Maserati     |         | 8 R        |
| 27   | Piero Carini        | Ferrari      |         | 8 M        |
| 28   | Ernst Klodwig       | BMW          |         | 9 R        |
| 29   | Günther Bechem      | BMW          |         | 9 RM       |
| 30   | Johnny Claes        | H.W.M.       |         | 9 LM       |
| 31   | Peter Collins       | H.W.M.       |         |            |
| 32   | Ludwig Fischer      | A.F.M.       |         |            |
| 33   | Willi Krakau        | A.F.M.       |         |            |
| 34   | Harry Merkel        | BMW          |         |            |

Anmerkungen
1. 1 2 3 4 5 6 7  Es sind nur die Rundenzeiten der 7 bestplatzierten Fahrer bekannt.

### Rennen
| Pos. | Fahrer              | Konstrukteur | Runden | Zeit       | Start | Schnellste Runde |
| ---- | ------------------- | ------------ | ------ | ---------- | ----- | ---------------- |
| 01   | Alberto Ascari      | Ferrari      | 18     | 3:06:13,3  | 01    | 10:05,1 (05.)    |
| 02   | Giuseppe Farina     | Ferrari      | 18     | + 14,1     | 02    |                  |
| 03   | Rudolf Fischer      | Ferrari      | 18     | + 7:10,1   | 06    |                  |
| 04   | Piero Taruffi       | Ferrari      | 17     | + 1 Runde  | 05    |                  |
| 05   | Jean Behra          | Gordini      | 17     | + 1 Runde  | 11    |                  |
| 06   | Roger Laurent       | Ferrari      | 16     | + 2 Runden | 17    |                  |
| 07   | Fritz Riess         | Veritas      | 16     | + 2 Runden | 12    |                  |
| 08   | Toni Ulmen          | Veritas      | 16     | + 2 Runden | 15    |                  |
| 09   | Helmut Niedermayr   | A.F.M.       | 15     | + 3 Runden | 22    |                  |
| 10   | Johnny Claes        | H.W.M.       | 15     | + 3 Runden | 32    |                  |
| 11   | Hans Klenk          | Veritas      | 14     | + 4 Runden | 08    |                  |
| 12   | Ernst Klodwig       | BMW          | 14     | + 4 Runden | 29    |                  |
| –    | Robert Manzon       | Gordini      | 8      | DNF        | 04    |                  |
| –    | Willi Heeks         | A.F.M.       | 6      | DNF        | 09    |                  |
| –    | Tony Gaze           | H.W.M.       | 6      | DNF        | 14    |                  |
| –    | Adolf Brudes        | Veritas      | 5      | DNF        | 19    |                  |
| –    | Marcel Balsa        | BMW          | 5      | DNF        | 25    |                  |
| –    | Günther Bechem      | BMW          | 5      | DNF        | 30    |                  |
| –    | Eitel Cantoni       | Maserati     | 4      | DNF        | 26    |                  |
| –    | Rudolf Krause       | BMW          | 3      | DNF        | 23    |                  |
| –    | Rudolf Schoeller    | Ferrari      | 3      | DNF        | 24    |                  |
| –    | William Aston       | Aston        | 2      | DNF        | 21    |                  |
| –    | Maurice Trintignant | Gordini      | 1      | DNF        | 03    |                  |
| –    | Paul Pietsch        | Veritas      | 1      | DNF        | 07    |                  |
| –    | Paul Frère          | H.W.M.       | 1      | DNF        | 13    |                  |
| –    | Theo Helfrich       | Veritas      | 1      | DNF        | 18    |                  |
| –    | Josef Peters        | Veritas      | 1      | DNF        | 20    |                  |
| –    | Piero Carini        | Ferrari      | 1      | DNF        | 27    |                  |
| –    | Gino Bianco         | Maserati     | 0      | DNF        | 16    | –                |
| DSQ  | Felice Bonetto      | Maserati     | 1      | DNF        | 10    |                  |
| DNS  | Ludwig Fischer      | A.F.M.       | –      | –          | –     | –                |
| DNS  | Willi Krakau        | A.F.M.       | –      | –          | –     | –                |
| DNS  | Harry Merkel        | BMW          | –      | –          | –     | –                |
| DNS  | Peter Collins       | H.W.M.       | –      | –          | –     | –                |

Anmerkungen
1. ↑  Bonetto wurde nach der ersten Runde disqualifiziert, da er unerlaubter Weise angeschoben wurde
2. ↑  Collins konnte aufgrund von Motorenproblemen nicht am Rennen teilnehmen

## WM-Stand nach dem Rennen
Die ersten fünf bekamen 8, 6, 4, 3 bzw. 2 Punkte; einen Punkt gab es für die schnellste Runde. Es zählten nur die vier besten Ergebnisse aus acht Rennen.

### Fahrerwertung
| Pos. | Fahrer                  | Konstrukteur            | Punkte |
| ---- | ----------------------- | ----------------------- | ------ |
| 01   | Alberto Ascari          | Ferrari                 | 36     |
| 02   | Piero Taruffi           | Ferrari                 | 22     |
| 03   | Giuseppe Farina         | Ferrari                 | 18     |
| 04   | Rudolf Fischer          | Ferrari                 | 10     |
| 05   | Troy Ruttman            | Kuzma                   | 8      |
| 06   | Mike Hawthorn           | Cooper                  | 7      |
| 07   | Robert Manzon           | Gordini                 | 7      |
| 08   | Jean Behra              | Gordini                 | 7      |
| 09   | Richard Rathmann        | Kurtis Kraft            | 6      |
| 10   | Sam Hanks               | Kurtis Kraft            | 4      |
| 11   | Ken Wharton             | Frazer Nash             | 3      |
| 12   | Dennis Poore            | Connaught               | 3      |
| 13   | Duane Carter            | Lesovsky                | 3      |
| 14   | Alan Brown              | Cooper                  | 2      |
| 15   | Paul Frère              | H.W.M.                  | 2      |
| 16   | Eric Thompson           | Connaught               | 2      |
| 17   | Art Cross               | Kurtis Kraft            | 2      |
| 18   | Maurice Trintignant     | Simca-Gordini           | 2      |
| 19   | Bill Vukovich           | Kurtis Kraft            | 1      |
| 20   | Charles de Tornaco      | Ferrari                 | 0      |
| 21   | Peter Collins           | H.W.M.                  | 0      |
| 22   | Emmanuel de Graffenried | Maserati                | 0      |
| 23   | Reg Parnell             | Cooper                  | 0      |
| 24   | Johnny Claes            | Simca-Gordini / H.W.M.  | 0      |
| 25   | Peter Hirt              | Ferrari                 | 0      |
| 26   | Philippe Étancelin      | Maserati                | 0      |
| 27   | Eric Brandon            | Cooper                  | 0      |
| 28   | Roy Salvadori           | Ferrari                 | 0      |
| 29   | Roger Laurent           | H.W.M. / Ferrari        | 0      |
| 30   | Fritz Riess             | Veritas                 | 0      |
| 31   | Prinz Bira              | Simca-Gordini / Gordini | 0      |
| 32   | Toni Ulmen              | Veritas                 | 0      |
| 33   | Ken Downing             | Connaught               | 0      |
| 34   | Lance Macklin           | H.W.M.                  | 0      |
| 35   | Helmut Niedermayr       | A.F.M.                  | 0      |

| Pos. | Fahrer                        | Konstrukteur   | Punkte |
| ---- | ----------------------------- | -------------- | ------ |
| 36   | Yves Giraud-Cabantous         | H.W.M.         | 0      |
| 37   | Peter Whitehead               | Alta / Ferrari | 0      |
| 38   | Hans Klenk                    | Veritas        | 0      |
| 39   | Gianfranco Comotti            | Ferrari        | 0      |
| 40   | Graham Whitehead              | Alta           | 0      |
| 41   | Ernst Klodwig                 | BMW            | 0      |
| 42   | Kenneth McAlpine              | Connaught      | 0      |
| 43   | Arthur Legat                  | Veritas        | 0      |
| 44   | Robert O’Brien                | Simca-Gordini  | 0      |
| 45   | Tony Gaze                     | H.W.M.         | 0      |
| 46   | Harry Schell                  | Maserati       | 0      |
| 47   | Gino Bianco                   | Maserati       | 0      |
| 48   | Anthony Crook                 | Frazer Nash    | 0      |
| –    | André Simon                   | Ferrari        | 0      |
| –    | Stirling Moss                 | ERA / H.W.M.   | 0      |
| –    | George Abecassis              | H.W.M.         | 0      |
| –    | Hans Stuck                    | A.F.M.         | 0      |
| –    | Louis Rosier                  | Ferrari        | 0      |
| –    | Max de Terra                  | Simca-Gordini  | 0      |
| –    | Robin Montgomerie-Charrington | Aston          | 0      |
| –    | Piero Carini                  | Ferrari        | 0      |
| –    | Duncan Hamilton               | H.W.M.         | 0      |
| –    | David Murray                  | Cooper         | 0      |
| –    | Eitel Cantoni                 | Maserati       | 0      |
| –    | Willi Heeks                   | A.F.M.         | 0      |
| –    | Adolf Brudes                  | Veritas        | 0      |
| –    | Marcel Balsa                  | BMW            | 0      |
| –    | Günther Bechem                | BMW            | 0      |
| –    | Rudolf Krause                 | BMW            | 0      |
| –    | Rudolf Schoeller              | Ferrari        | 0      |
| –    | William Aston                 | Aston          | 0      |
| –    | Paul Pietsch                  | Veritas        | 0      |
| –    | Theo Helfrich                 | Veritas        | 0      |
| –    | Josef Peters                  | Veritas        | 0      |